# شهر هنشون
شهر هنشون (به لاتین: Heshun Town) یک شهرک در جمهوری خلق چین است که در Tengchong City واقع شده‌است. شهر هنشون ۶٬۵۶۰ نفر جمعیت دارد و ۱٬۵۸۰ متر بالاتر از سطح دریا واقع شده‌است.